# Праматери
Праматери — праведницы Ветхого Завета.

## В иудаизме

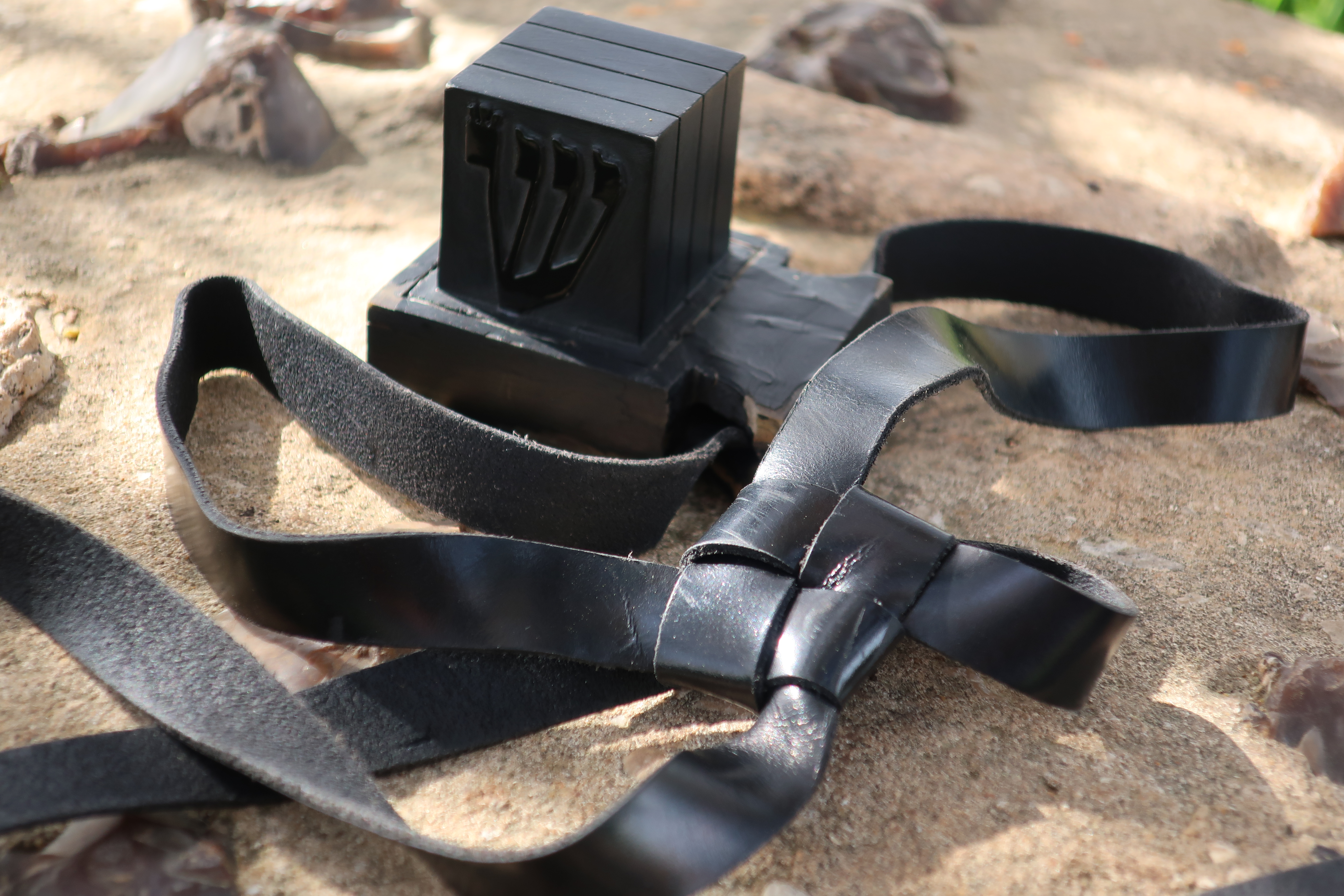
Четырёхногая буква шин на головной тфиле в честь четырёх матриархов (Сарра, Ревекка, Рахиль, Лия), с другой стороны — трёхногая, в честь трёх патриархов (Авраам, Исаак, Иаков)

Праматери еврейского народа, персонажи книги Бытия.
Обычно упоминаются «четыре матери» (ивр. ארבע האמהות‎) — четыре жены трёх праотцов:
- Сарра — жена Авраама
- Ревекка — жена Исаака
- Рахиль с Лией — жёны Иакова

Иногда термин относится к четырём жёнам Иакова: Лии, Рахили, Валле и Зелфе, от которых пошли колена Израилевы.
Термин не встречается в Танахе, но часто используется в раввинской литературе со II века н. э.

## В христианстве

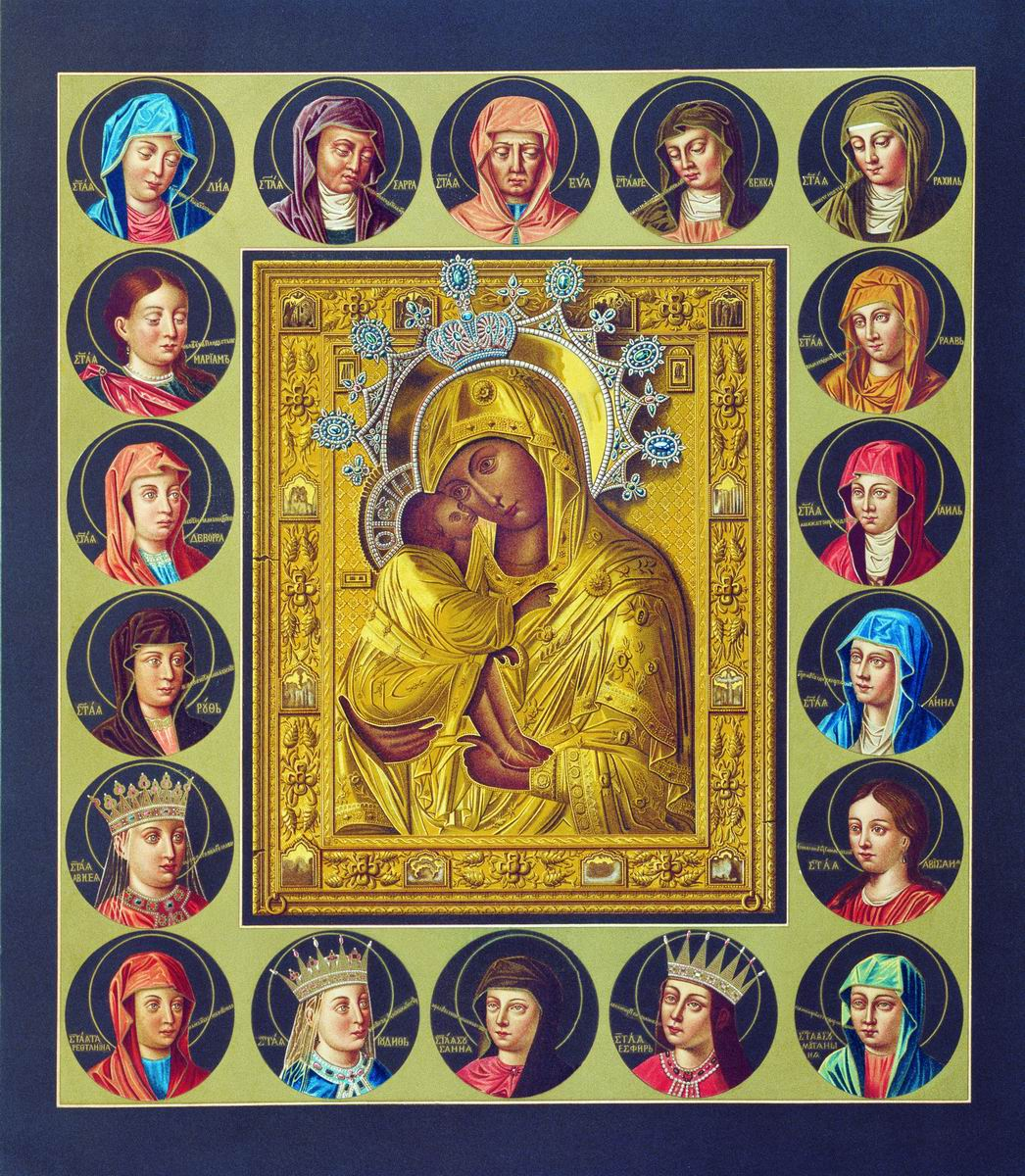
Шуйская-Смоленская икона Божией Матери в раме с образами праматерей и пророчиц (из местного ряда Благовещенского собора Кремля).
В клеймах изображены 18 женщин Ветхого Завета: Лия, Сарра, Ева, Ревекка, Рахиль; Мариам, Девора, Руфь, Авигея; Раав, Иаиль, Анна, Ависанна; Сарептская вдова, Иудифь, Сусанна, Эсфирь, Сунамитянка

Памяти ветхозаветных праведниц православная церковь посвящает Неделю святых праотец, накануне празднования Рождества Христова.
В чтениях в эту Неделю поминаются следующие ветхозаветные жёны:
- Праматерь Ева
- Праведная Сарра[3], жена Авраама
- Праведная Ревекка, жена Исаака[3]
- Праведная Лия, первая жена Иакова
- Праведная Рахиль, вторая жена Иакова[3]
- Праведная Мириам, сестра Моисея[3]
- Праведная Раав, жительница Иерихона
- Праведная Девора, судившая Израиль[3]
- Праведная Иаиль, убившая Сисара[3]
- Праведная Руфь[3]
- Пророчица Олдама[3]
- Праведная Юдифь, умертвившая Олоферна[3]
- Праведная Есфирь, избавившая еврейский народ от Амана[3]
- Праведная Анна, мать пророка Самуила[3]
- Праведная Сусанна[4][5]